# Казаки

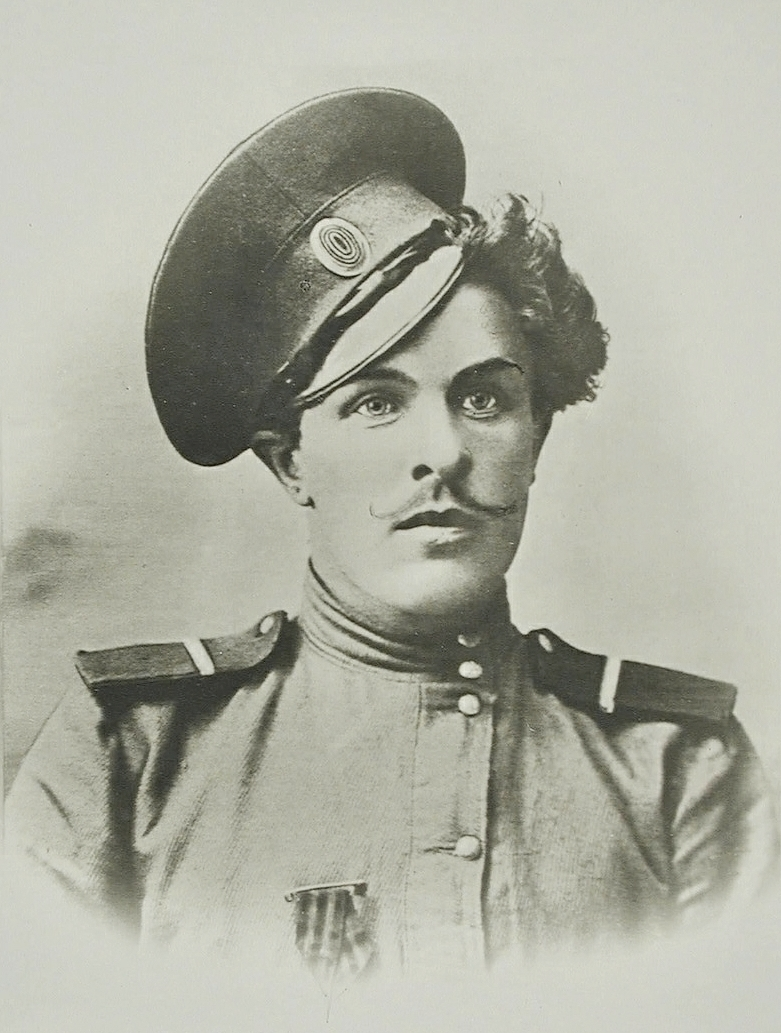
Первый георгиевский кавалер Великой войны — приказный Войска Донского Козьма Крючков, 1914

Каза́ки́ или коза́ки (мн. ч. от тюркского слова, значившего «свободный, независимый человек, искатель приключений, бродяга») — этносословная группа служилых людей (преимущественно, православных русских и украинцев) — члены военных формирований, нёсших пограничную службу.
Потомки запорожцев и реестровых казаков составили основу задунайцев в Османской империи и Банатской Сечи в Австрийской империи, а также бугских казаков, азовцев, черноморцев и кубанцев; в значительно меньшей степени участвовали в формировании кавказских линейцев, донских, хопёрских (включая некрасовцев), волжских, оренбургских, уральских, сибирских и забайкальских казаков в Российской империи.
В состав казаков в бытность их сословием входили также группы белорусов, поляков, чехов, словаков, южных славян, греков, молдаван, осетин, тюрков (включая казахов и татар, башкир), мордвы-эрзи, калмыков, бурят и других народов. Отдельные группы казаков сохраняли обособленность, особенности языка и культуры, этническое самосознание.
Казаки в сословном отношении делились на сельских обывателей, дворян, купцов (т. н. «торговые казаки» (укр. чумаки)) и казачье духовенство. До конца XVII века в Русском царстве также существовали особые категории служилых людей — беломестные казаки и городовые казаки, в XVII—XVIII веках — слободские казаки, до конца XIX века — станичные казаки, до 1920 года — сибирские городовые казаки, а в Речи Посполитой были реестровые казаки, надворные казаки, охочекомонные казаки и лисовчики.
Антропологический анализ казаков не позволяет вести речь об их едином этнографическом происхождении, поскольку в казачьей среде не всегда прослеживается некая особая антропологическая общность — ни смешанная, ни переходная.
За всю свою историю казачьи воинские формирования входили в армию Русского государства, Русскую императорскую армию (в том числе и в Русскую гвардию), Белую гвардию, Вооружённые силы Советской России (Красную гвардию, позже — РККА) и Вооружённые силы СССР. Ныне в Российской Федерации также есть казачьи формирования.
Помимо этого, казачьи воинские формирования входили в вооружённые силы и формирования следующих государств и образований: Великого княжества Литовского и Короны Польской; «вольного города» Гамбурга; короля Швеции Карла XII (Мазепа и Гордиенко); Османской империи (Правобережная Гетманщина под Османским протекторатом /1669−1685/, «некрасовцы» и Задунайская Сечь); Персии (Персидская казачья дивизия); Украинской Народной Республики, Западно-Украинской Народной Республики и Украинской державы гетмана Скоропадского (Вольное казачество и Холодноярская республика); Вольной территории (Повстанческое движение под руководством Нестора Махно); УНР Советов и УССР (Червонное казачество); Парагвая; нацистской Германии (Казачий стан и многие другие формирования); УПА (в том числе Полесскую Сечь Бульбы-Боровца); Маньчжоу-го и Японии (Квантунская армия).

## Этимология
Слово «казак» известно с XIV века, оно впервые упоминается в значении «стража» в письменном памятнике — многоязычном переводном словаре куманского (старокыпчакского) языка начала XIV века (1303 г.), единственный список которого хранится в библиотеке собора Святого Марка в Венеции, «Codex Cumanicus».
Слово «казак» — тюркского происхождения и означает «свободный, независимый человек, искатель приключений, бродяга». Как пишет В. В. Бартольд, оно изначально применялось к человеку, в одиночку или с семьёй отделившемуся от своего государства, рода и вынужденного самостоятельно искать средств содержания в степи, «вести жизнь искателя приключений». Казаками могли называть недовольных правителем (ханом, князем, королём, царём) подданных, ушедших в другое место, и самого правителя, потерпевшего поражение и оставшегося с небольшой группой сторонников. Ту же этимологию имеет и название народа казахи — название «казак» использовалось для обозначения киргиз-кайсаков (современных казахов).
Как считает Н. Н. Яковенко, слово «казак» в XIV−XVI вв. эволюционировало по сравнению со значением в «Codex Cumanicus». Сначала оно означало свободного наёмного работника или (у татар) — воина, покинувшего свой улус, а потом стало пониматься шире, как обозначение степного разбойника, изгнанника, беспризорного, авантюриста или просто пока ещё не женатого парня (который, по сути, как раз и ведёт такой неприкаянный авантюристический образ жизни).
В русских летописях и официальных документах Российского государства до конца XVIII в. назывались черка́сы.
Первыми, кто пытался выяснить вопрос казачьего этногенеза, были в XVII веке польские авторы Павел Пясецкий и Веспасиан Коховский. Они считали, что казаками (или козаками) именовались «люди, которые верхом на лошадях были быстры и легки, как козы».

Казак или козак (вероятно от среднеазиатского казмак, скитаться, бродить, как гайдук, гайдамака, от гайда; ускок от ускочить, бежать; бродяга от бродить и пр. Киргизы сами себя зовут казак), войсковой обыватель, поселённый воин, прнадлежщ. к особому сословию казаков, легкого конного войска, обязанного служить по вызову на своих конях, в своей одежде и вооружении.

## Проблемы идентификации, современной численности и расселение

### Идентификация

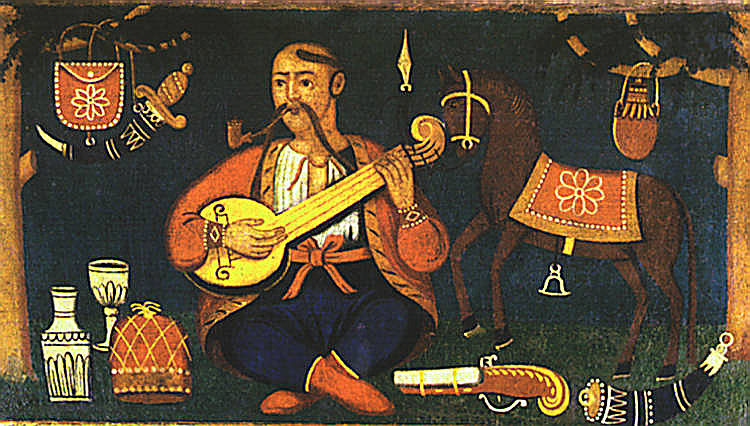
Казак Мамай, персонаж украинского фольклора. Народная картина, XVIII век

Существуют разные подходы к проблеме этносоциальной идентификации казачества. Представители традиционной научной школы рассматривают казачество как историческое сословие, а ныне как специфическую социокультурную группу в составе славянских народов. Сторонники новых подходов рассматривают российское казачество как этническое образование — субэтнос в составе русского народа (см. также ниже). Вопрос этноидентификации казаков является наиболее дискуссионным и вызывает самые противоречивые оценки историков и этнографов, которые указывают на различное этническое происхождение казаков, несмотря на распространённое мнение об их этнической общности.
Историк Владимир Королев отмечал, что современные специалисты относят донских казаков к обладающей особенностями части русского народа, к субэтносу, перерастание которого в этнос было прервано в годы Гражданской войны, к одному из этносов восточных славян. Историк Владимир Трут придерживается версии о казачестве как о субэтносе, формирование которого в этнос был искусственно прервано во время Гражданской войны. Историк Николай Мининков взгляд на казачество как на отдельный от русских этнос считает мифом и говорит о тенденции превращения казаков в субэтнос, прерванной революцией и гражданской войной. Историк Щупленков отмечает, что современные исследователи считают казачество субэтносом входящих в казачество народов. Историк Дмитрий Сень считает вопрос об отнесении казачества к отдельному этносу вообще некорректным из-за значительной этнической и культурной неоднородности казачества. Историк Игорь Ерохин в своем анализе мнений исследователей также отказывается оценивать казачество как этнос и характеризует его как субэтнос, особую этнографическую группу. По некоторым оценкам[каким?], донские казаки — этнос (народ).
Л. Н. Гумилёв считал казачество «особым субэтносом, впоследствии ставшим этносом». По мнению историка Владимира Трута, процесс перерастания казачьего субэтноса в этнос был искусственно прерван во время Гражданской войны, во время расказачивания, бывшего геноцидом в отношении казачества и насильственной ликвидацией казачьего сословия. Однако вопрос этноидентификации казаков является наиболее дискуссионным и вызывает самые противоречивые оценки историков и этнографов, которые указывают на различное этническое происхождение казаков, несмотря на распространённое мнение об их этнической общности.

### Численность

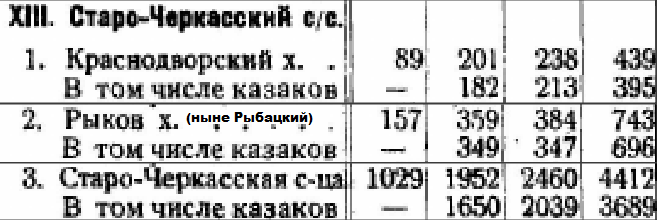
станица Старочеркасская по переписи 1926 года

Количество казаков в настоящее время определить можно лишь оценочно, так как последняя перепись, в ходе которой реально выясняли принадлежность к казакам, проходила в 1926 году, но и она не показала полной численности казаков на тот момент. Это произошло по ряду причин. Прежде всего, из-за того, что к этому времени исторические казачьи регионы были искусственно разделены. Например, Область Войска Донского (Донская казачья республика) была поделена между Северо-Кавказским краем, Сталинградской губернией РСФСР, Мариупольским, Сталинским, Артёмовским и Луганским округами УССР (на современной официальной карте — это между Ростовской, Волгоградской областями и Краснодарским краем РФ и Луганской и Донецкой областями Украины). При этом не во всех указанных регионах осуществлялся учёт казаков, так, например, если в Северо-Кавказском крае донских казаков учитывали, то в Сталинградской губернии — только отчасти.
По переписи 1897 года, в ходе которой также учитывали принадлежность к сословиям, к казачьему сословию отнесли себя около 3 миллионов человек (1 448 382 мужчины и 1 480 460 женщин.
Согласно Всероссийской переписи населения 2002 года, в России проживало 140 028 казаков (то есть людей, называющих себя казаками). Данные численности казаков по субъектам Российской Федерации показывают, что из числа всех казаков Российской федерации 95,5 % проживают в Южном федеральном округе.
По данным переписи 2010 года численность казаков в России уменьшилась до 67 573 человек.
Помимо того, в ходе переписи 2010 года некоторые казаки отметили нежелание переписчиков учитывать их как казаков, а также, по мнению этих казаков, даже собранные в ходе переписи материалы не были объективно отражены органами статистики. Был случай отказа в исправлении записи в свидетельстве о рождении ребёнка на «казак». В «Общероссийском классификаторе информации о населении» не указана национальность «казаки».
26 января 2013 года в Ростове-на-Дону и Волгограде несколько десятков казаков провели митинги с требованием признать их народом.
По данным переписи 2020—2021 годов численность казаков в России уменьшилась до 50 490 человек.

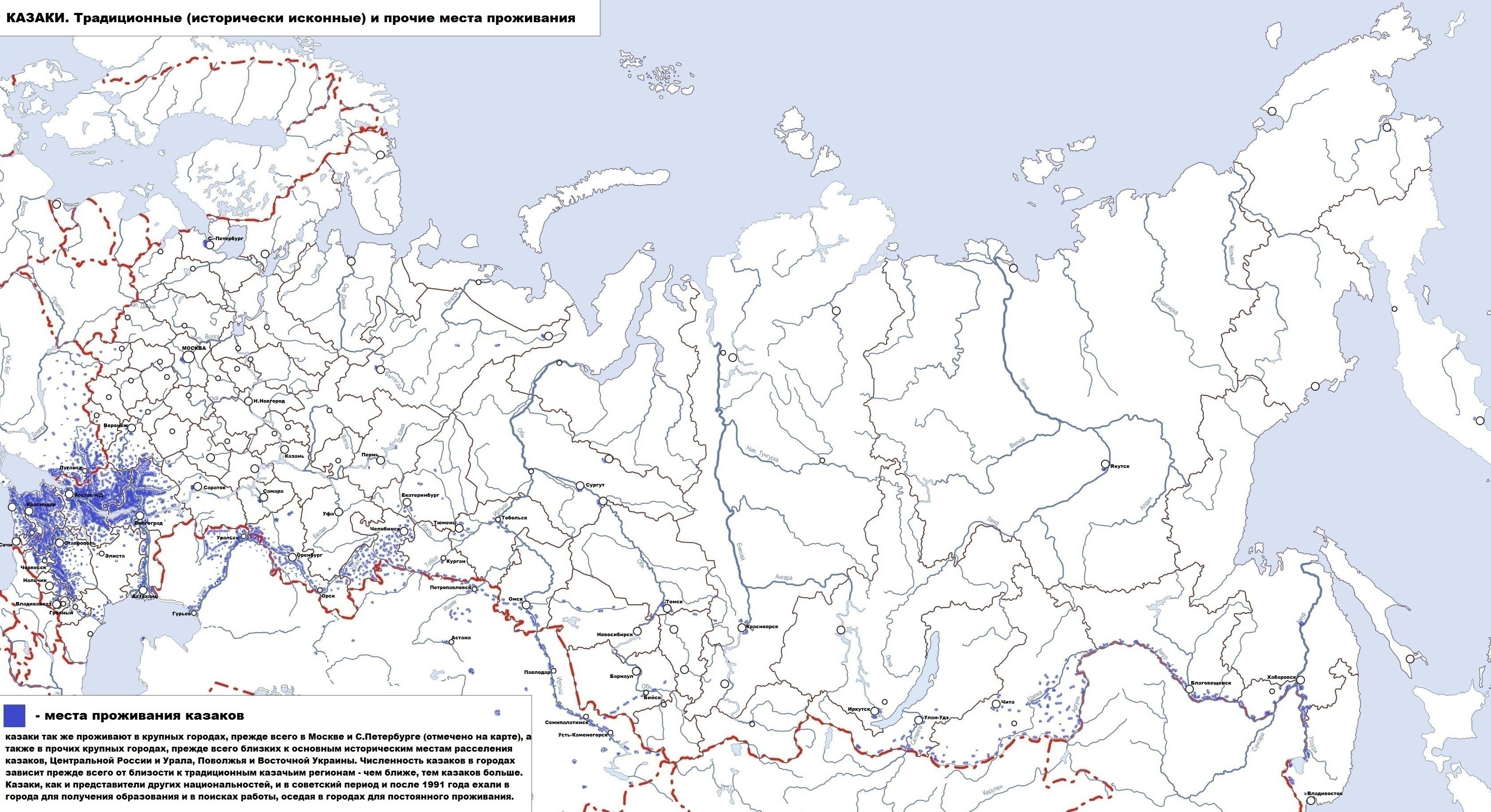
Места проживания казаков

### Расселение
В XVI веке казаки служили на оборонительных линиях, созданных для защиты приграничных земель от набегов степняков.

Лета 7074 (1565), сентября, царь и великий князь Иванъ Васильевичь всеа Русии …Полем послал воеводу своего князя Ивана княжъ Дмитреева сына Дашкова, а с ним детей боярских Муромцов, да Мещерян, да Ивана Фустова с казаки с Михайлова города, да с Разского, из Шацкого, со всеми казаки Рязанские украйны.

Казачьи поселения (станицы и слободы) образовывались в прибрежных районах — на Днепре, Дону, Волге, а также вдоль русел рек Хопёр, Яик и Терек. Таким образом сформировались поселения донских, волжских, хопёрских, яицких и терских казаков, на Днепре существовало украинское казачество — северские, черкасские и запорожские казаки. С постройкой новых городов и дальнейшим освоением сибирских земель, казачество распространилось до Дальнего Востока. В конце XIX века в России существовало 11 казачьих войск.
В настоящее время казаки проживают, прежде всего, в России (основные места проживания см. на приведённых здесь картах: Места проживания казаков и Карта народов России), Казахстане (всё приграничье с Россией), Украине (восточное приграничье с Россией), также есть диаспоры за рубежом (образованные ещё со времён Гражданской войны).

## Сословия
Народные собрания, круги и рады, регламентирующие жизнь казаков, препятствовали развитию сословного деления в казачьем обществе. Такое деление возникало, если земли казаков оказывались под управлением соседних властителей. Независимо от того, был ли правитель ханом, королём или царём, любой из них пытался привлечь на свою сторону самых влиятельных среди казаков людей, жалуя атаманов и выборных старшин. Своими указами и привилеями правители способствовали появлению таких социальных групп, как беи, дворяне и шляхта. Одновременно с этим жизнь рядовых казаков осложнялась дополнительными обязательствами, ограничивающими их свободу.
В казачьем обществе возникает группа легитимизированных «лучших людей», к числу которых принадлежат немногочисленные крупные помещики, большое число хуторян, землевладельцев «милостиго государя». Казаки-купцы становятся «торговыми казаками». Прочие станичники получают статус земледельцев и рядовых, за которыми сохраняется право тоже стать «лучшими людьми». Для этого надо либо иметь образование, уровень которого превышает общий, либо проявить необыкновенную военную отвагу.
В итоге у казаков возникли три основных сословия. В первую самую многочисленную группу вошли свободные землепашцы. Вторая группа представлена чиновно-служилым дворянством. Третье сословие — это купцы, торговые казаки. Отдельную группу составляло духовенство. Однако со временем оно утратило «чисто казачьи» черты, поскольку большую долю его стали представлять иногородние служители Православной Церкви.

## История

### Происхождение казачества
Сегодня в науке, как и в обществе в целом, существуют две прямо противоположные точки зрения на проблему происхождения казачества. Одна из них, условно говоря «казённая», в полной мере сложившаяся уже в советское время, видит истоки казачества в беглых «искателях воли» (главным образом, крестьянах и холопах). Бежав из русских земель в Степь (Дикое поле), они, как считают приверженцы этой точки зрения, к середине XVI века составили особую общность людей — «казачество». Само существование казачества (по этой теории) регулярно поддерживал приток новых пришельцев из Центральной и Западной России. Приверженцы «казённой» теории считают казаков бесспорно русскими (или украинцами) по происхождению, объясняя особенности их военной организации и быта характером необычных условий жизни (пограничье, постоянные войны и набеги).
Сторонники второй теории (в первую очередь, представители так называемой «казачьей науки», вольно-казачьих организаций) видят в казаках особый этнос, зародившийся уже в античную эпоху (в начале новой эры). По их мнению, казаки возникли благодаря смешению туранских, скифских, меотских, аланских и других племён, говоривших на славянских наречиях. Такой взгляд на этническую историю казаков даёт возможность объяснить своеобразие их этнической самоидентификации, культурно-бытовых особенностей и изолированность от остального русского населения. Остальные теории происхождения казачества занимают, так сказать, «промежуточные» суждения.
История казаков восходит к глубокой древности. Однако судить о ней можно только на основании косвенных данных, что делает вопрос об истоках казачества открытым. Общепринятым считается, что казачество как сложившаяся структура сформировалось в ХIV-XV веках. Однако первые свидетельства существования особого военно-служилого сословия на Руси встречаются уже в конце X века, в период военных походов князя Владимира Святославича. Правда, само представление о казачестве на этом этапе не отличается чёткостью: речь идёт о военном сословии, выполняющем разные обязанности на службе у князя. Но такое наблюдение относится главным образом к русскому казачеству. Украинские казаки не служили государству.
Таким образом, до XV века можно говорить лишь о возникновении некоего «предказачества», или «протоказачества». Наука не располагает доказательствами того, что прежде на свете был особый казачий «народ», который и стал единственным исключительным предком нынешних казаков. Само же «протоказачество» формировалось с участием разных народов. К их числу относятся славянские обитатели хазарских степей и лесостепей в Х—XI веках, которые были данниками хазар: славяне-земледельцы, а также бродники. В ХI—XII веках это было славяно-русское население Тмутараканского княжества. В ХII—XIII веках в формировании будущей казачьей общности принимали участие «чёрные клобуки». К началу XIII века реальной военной и политической силой в Южной и Восточной Руси становятся половцы. Составляя значительную часть населения Золотой орды, они оказались этническими предками многих народов, возникших на её землях. Часть половцев была способна участвовать и в формировании протоказачьего этноса.
Историк А. Гордеев, исследуя вопросы происхождения казачества, указывает на тесные связи русских и половцев при несении службы по охране границ и исполнении ямской повинности. Следуя его логике, можно предположить, что казачество возникло как итог взаимной ассимиляции русских и половцев. Л. Гумилёв связывает этногенез терских казаков с хазарами-христианами, а казачество в общем воспринимал как крестившихся половцев. М. Аджиев, исследуя вопросы этногенеза половцев, приходит к выводу, что казачество сформировалось в итоге обрусения половцев. Точка зрения исследователей, считающих предками казаков половцев-кипчаков, представляется убедительной. Первые «протоказачьи» общины рождаются в ордынский период XIII—XIV веков, представляя собой сообщества молодых, в основном бессемейных, смельчаков, осваивающих сопряжённые с риском пограничные области государства.
К концу XV века образовалось несколько крупных сообществ, проживавших в центральной Европе возле крупных торговых путей того времени, в частности рек — в низовьях Дуная, Днепра, Донка, Вислы и Неретвы. К ним присоединилось заметное количество переселенцев из соседних к северу Московского, Литовского и Рязанского Великих княжеств, а также из Русского и Белзского воеводств Польши, Русовлахии и прочих земель. В результате к XVI веку некоторые группы выросли в крупные вольные воинские формирования, являвшиеся одновременно автономными государственно-организованными сообществами, называемые казачьими войсками (Запорожское, Донское, Волгское, Яицкое).
Первые упоминания о черкасах (позже их стали называть казаками) на южных степных окраинах Польско-Литовского королевства зафиксированы в XV веке. Казаки первоначально проживали на южной Киевщине и восточном Подолье, позже они стали называться днепровскими или запорожскими, также различают северских казаков или севрюков, сечевых (низовых), реестровых (городовых), охочекомонных (компанейских), надворных и слободских казаков.
По мнению британского историка Арнольда Дж. Тонби:
Разбросанные на огромной территории казацкие общины, которые — перед своей гибелью в огне русской коммунистической революции 1917 года — заселяли полосу, тянущуюся через всю Азию, от Дона до Уссури, происходили от одной материнской общины — сечевого братства днепровских казаков .

### В XVII—XVIII веках
В «Великий голод» 1601—1603 годах многие землевладельцы, не имея возможности прокормить своих боевых холопов, прогоняли их со двора. Спасаясь от голода, холопы, которых господа отказывались кормить, массами переходили на вольные окраины (украины). Беглые послужильцы, располагавшие оружием и боевым опытом, сбивались в ватаги, разбойничали, а также приняли значительное участие в формировании вольного казачества на Дону, Волге, Яике и других местах. Царские дипломаты многократно заявляли, что «воровские казаки» — это беглые боярские холопы, что именно они чинят разбой. Исаак Масса писал, что «в казаки шли по большей части убежавшие от своих господ слуги (Knechten)». Аналогичные сведения сообщает автор «Хронографа» начала XVII века, называвший казаков «беглыми холопами и ярыжными ворами». Особый интерес представляет «Повесть об Азовском осадном сидении» XVII века, возникшая в казачьей среде. Герои повести вспоминают о своём холопском прошлом: «Отбегаем мы ис того государства Московского из работы вечныя, ис холопства неволного от бояр и дворян государевых».
В Смутное время казаки играли одну из основных ролей в повстанческих силах: в начальный период особенно проявило себя казачество военного пограничья юга России. Позднее казаки оказали серьёзное влияние на ход земского освободительного движения. Во время польско-литовской оккупации Москвы в 1611—1612 годах они предприняли осаду Москвы, внеся значительный вклад в освобождение страны.
В XVII−XVIII веках Российская империя требовала от казаков преданности и верной службы, что часто входило в противоречие с их вольным образом жизни и приводило ко множеству восстаний, самые крупные из которых — Болотникова, Баловнева, Балаша, Разина, Булавина и Пугачёва. В ответ это вызывало крупные карательные меры со стороны российских властей.
Например, после восстания Булавина (в подавлении которого участвовали Ахтырский, Изюмский, Сумской и Острогожский слободские казачьи полки) Донское войско было официально лишено независимости. Часть земель Донского войска в верховьях Дона, по Осколу и по Северскому Донцу была передана слободским казачьим полкам, где на месте городков донских казаков слободские казаки ставили свои остроги, что надолго испортило отношения между слободскими и донскими казаками.
Возникали конфликты и между запорожскими казаками и центральным правительством, осваивающим земли Новороссийской губернии. Запорожцы неоднократно громили поместья малороссийской шляхты, Новосербию, Славяносербию и земли Великого Войска Донского из-за земельных споров. Кроме того, Екатерина II, памятуя о поддержке запорожцами Кости Гордиенко восстания Мазепы, участии ссыльных запорожцев в восстании Пугачёва, манифестах Пугачёва о восстановлении всех прав и вольностей Войска Запорожского Низового и Речи Посполитой и узнав из показаний пленённого Пугачёва о его плане уйти в Запорожскую Сечь, приказала ликвидировать Сечь и расформировать Войско Запорожское Низовое, что и было исполнено. Позднее были окончательно упразднены институты гетманской власти. После подавления восстания Пугачёва, в том же 1775 году, в целях полного забвения случившейся смуты Яицкое казачье войско было переименовано в Уральское и лишено остатков автономии. Волжское казачье войско было расформировано, как и Запорожское войско (в 1788 году Запорожское войско было восстановлено под названием Войско Верных Запорожцев, затем переименовано в Черноморское казачье войско и переселено на Кубань, где снова было переименовано в Кубанское казачье войско, которое существует и поныне). Такие действия власти позволяют говорить о том, что регулярная расправа над казаками была политикой государства. Привлекая казаков для достижения своих целей, правительство вводило наказания, как только геополитическое положение существенно изменялось. Помимо этого происходило так называемое естественно-историческое расказачивание, связанное с окрестьяниванием казаков, которое начиналось, когда непосредственная военная угроза ликвидировалась.

### Казаки в XIX веке
Во время Отечественной войны 1812 года казачьи полки, входившие в казачий корпус генерала от кавалерии М. И. Платова, сыграли важную роль в поражении Наполеона. Помимо этого при организации Земского ополчения российские власти с целью усиления «народного вооружения» приступили к организации казачьих ополчений, которые в самые напряжённые моменты боевых действий выполняли функцию дополнительного ресурса для Главной армии.

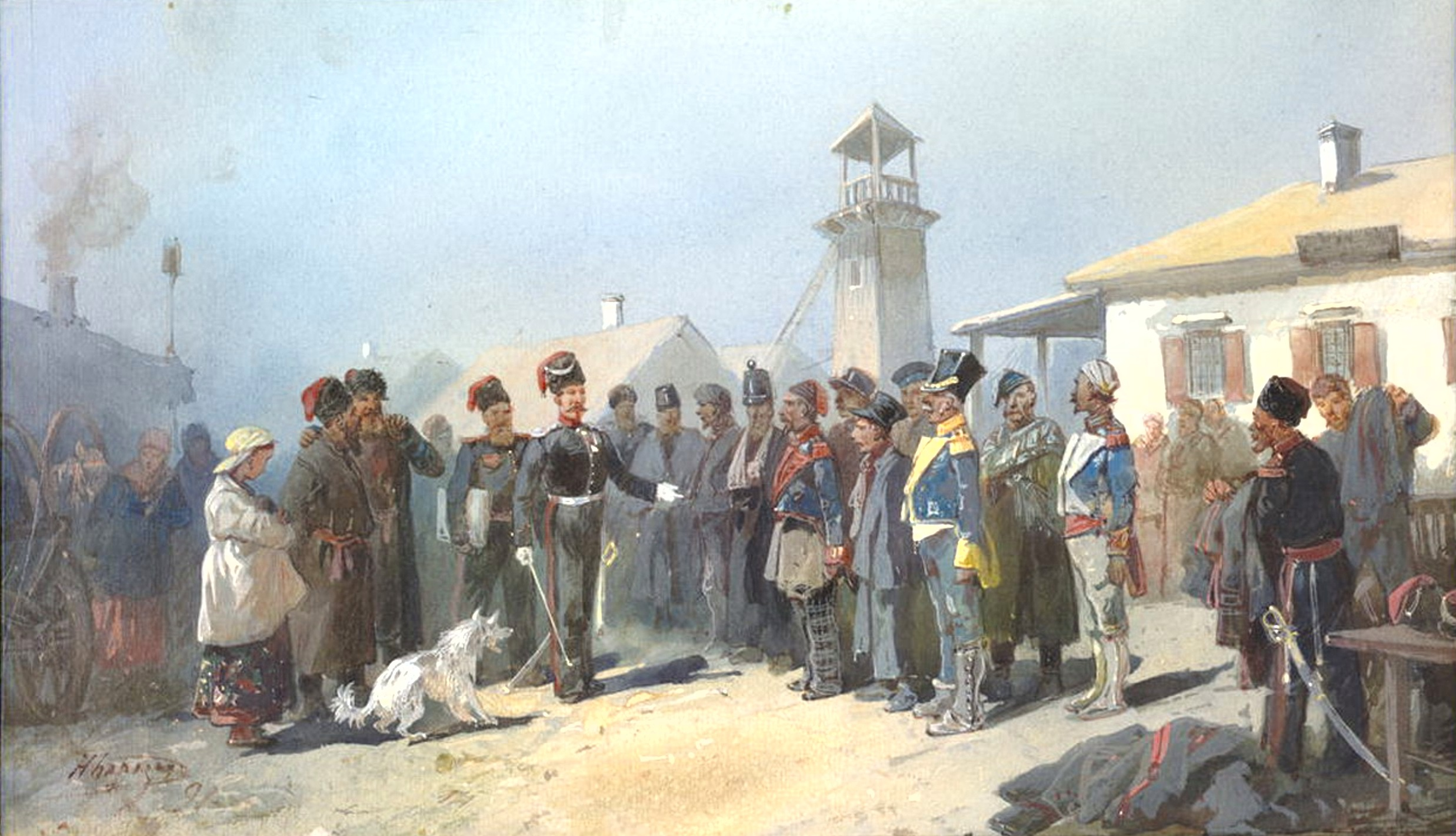
«Зачисление в казаки пленных поляков армии Наполеона, 1813 г.» Рисунок Н. Н. Каразина изображает момент прибытия пленных поляков в Омск после того, как они, уже развёрстанные по казачьим полкам, под наблюдением Сибирского войска казачьего ротмистра (есаула) Набокова, по одному переодеваются в казачьи мундиры

После Отечественной войны 1812 года на территории Оренбургского казачьего войска оказалось несколько тысяч французских военнопленных. Впоследствии «оренбургские французы» и их потомки были приняты в российское подданство и приписаны к Оренбургскому казачьему войску. Например, такова была судьба Дезире д’Андевиля и его сына, наказного атамана Уральского казачьего войска Виктора Дандевиля. Многие из пленных поляков из русских подданных, служивших в Наполеоновской армии и отказавшихся перейти в русском плену в православие, были зачислены в сибирские казаки вскоре после окончания кампаний 1812—1814 годов. Позднее этим полякам было предоставлено право вернуться на родину или эмигрировать. Но многие из них, успев уже жениться на русских, получив чины урядников и даже офицеров, не пожелали воспользоваться этим правом и остались в сибирских казаках навсегда. Многие из них, обладая вполне европейским образованием, назначены были преподавателями во вскоре после того открывшееся войсковое казачье училище (будущий кадетский корпус). Но очень многие католики и униаты — пленные поляки или подданные Речи Посполитой, добровольно переходившие на русскую службу, — непрерывно направлялись в служилые люди Сибири ещё начиная с XVII века, так как русское правительство нуждалось в грамотных людях в Сибири. После наполеоновских войн потомки и этих поляков тоже были зачислены в сибирские казаки. Позже потомки всех этих поляков совершенно слились с прочей массой населения войска, сделавшись совершенно русскими, как по языку, так и по культуре и даже вере, хотя многие их предки были направлены в казаки за преданность католицизму. Только сохранившиеся фамилии вроде: Сваровских, Яновских, Костылецких, Ядровских, Легчинских, Дабшинских, Стабровских, Лясковских, Едомских, Жагульских и многих других, показывают, что предки казаков, носящих эти фамилии, были когда-то поляками.
В начале XIX века на Кавказской Линии основали станицы Темижбекскую, Казанскую, Тифлисскую, Ладожскую и Воронежскую. Население этих станиц, составивших Кавказский казачий полк, набрали из бывших южнорусских однодворцев. Отчёт К. Симонова о поездке в Кемерово и Чумай: 

«Было бы преувеличением сказать, что однодворцы переселялись в предгорья Кавказских гор только по своей воле, испытывая недостаток в сельскохозяйственных угодьях. В этом переселении в XVIII веке нуждалось и правительство. Оно рассматривало однодворцев как резерв казачьих войск на Кавказе, которые служили там по три года, а потом их заменял вновь прибывший казачий полк. В случае же с однодворцами правительство сразу же убивало двух зайцев: решало проблему с нехваткой земли и размещало опытных воинов на новых землях на долговременной основе. Затем однодворцы переводились в казачье сословие, каковым они по сути и являлись с самого начала их появления. Лучшим средством замирения края являлось заселение его казачьими станицами. Понимали это и кавказские горцы. „Укрепление — это камень, — говорили они, — брошенный в поле: дождь и ветер уничтожают его; станица — это растение, которое вживается в землю корнями и понемногу застилает и охватывает поля“. Поселившихся на Кавказской линии однодворцев, переведённых в казачество стали называть линейными казаками или линейцами. Помимо освоения новых земель и ведения собственного хозяйства на них легла вся тяжесть беспокойной кордонной службы с её ночными дозорами и частыми тревогами по отражению набегов немирных горцев».
 К середине XIX столетия однодворцы составили основной костяк формирующегося линейного казачества.
C 1827 года атаманом всех казачьих войск должен был быть наследник царского престола.
К началу XIX века казаки выделились в отдельное сословие, сторожили государственные и внутренние этнические границы (пример — Кавказская война), участвовали во множестве войн и даже составляли основу личного конвоя императора. В ответ они имели значительную социальную автономию, широкие плодородные земли, освобождались от налогов и т. д. В результате к началу XX века казаки стали стереотипом России за границей и её власти внутри.

### Казаки в начале XX века

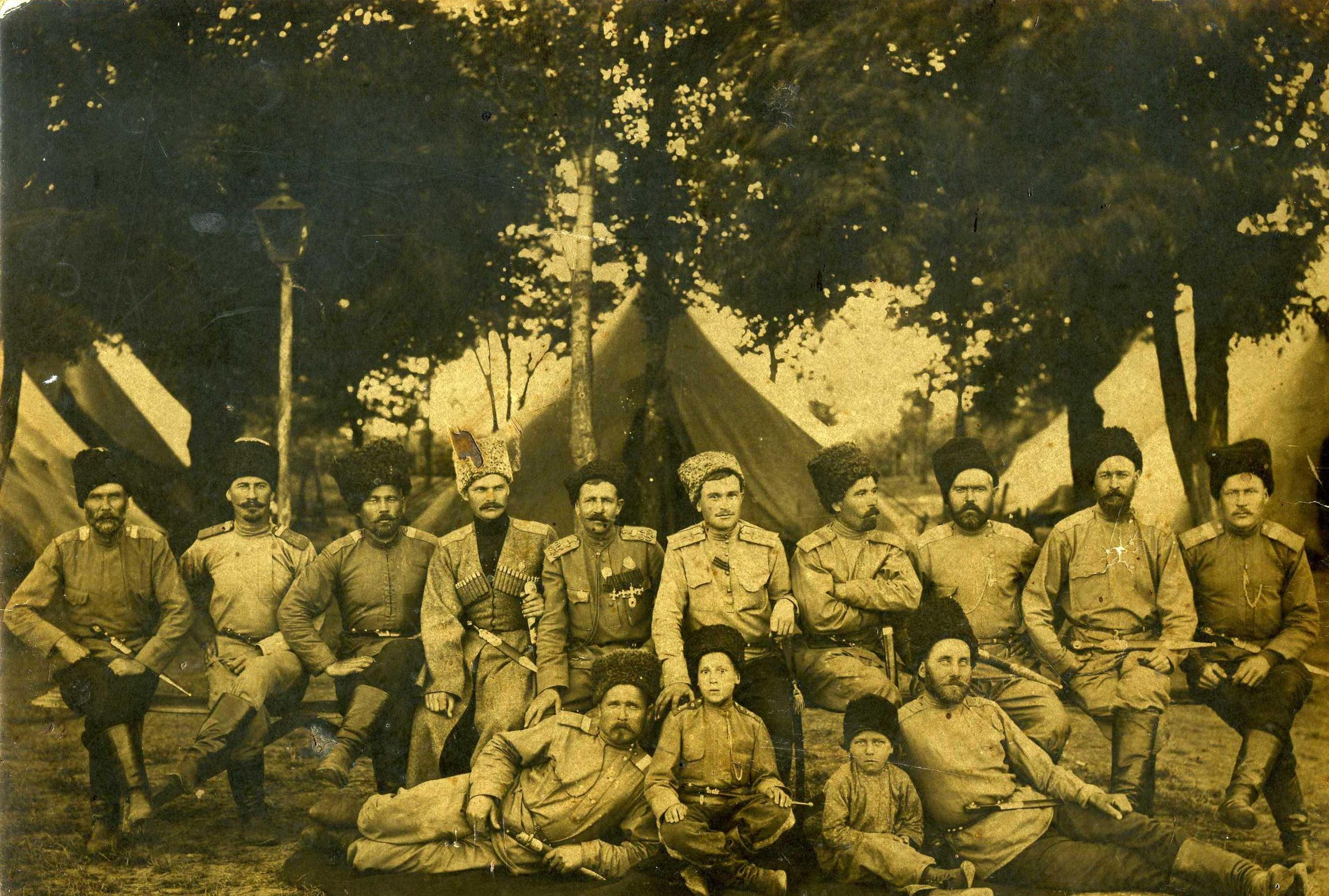
Кубанские казаки в мае 1916 года

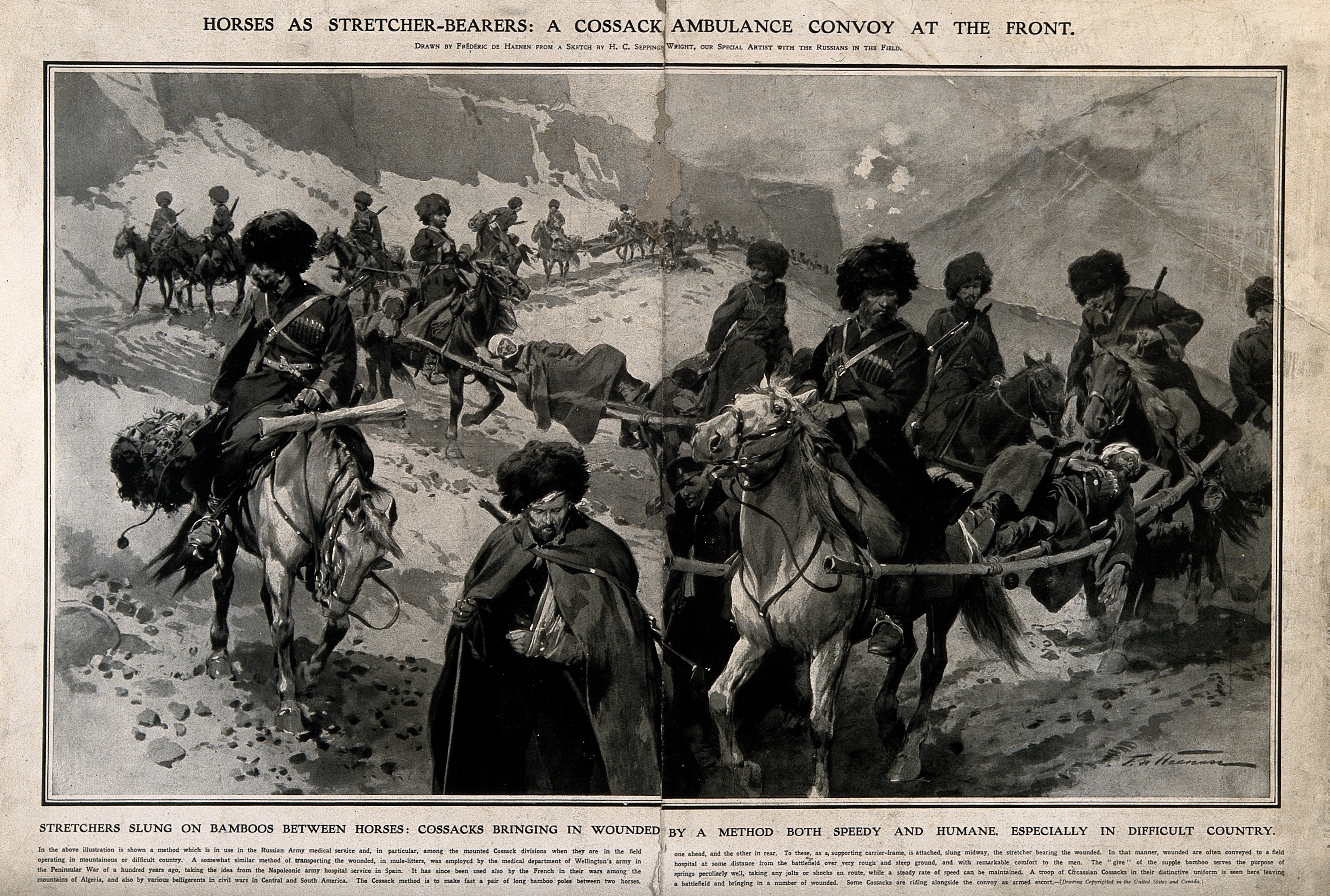
Фредерик де Ханен. Казаки переносят раненых на импровизированных носилках во время Первой мировой войны

К началу XX века казаки стали единственным военно-служилым сословием в России, их численность составляла 2,5 % от общей численности населения Российской Империи. При этом, возникнув в рамках русской нации, казаки к началу XX века представляли собой особую субэтническую общность, имеющую свои специфические черты, которые выделяли её из остального русского населения. Это не только своеобразие народной психологии, но и особый диалект, иной уклад жизни, другие сословные и хозяйственные обычаи. Директор ГБУ «Московский дом национальностей» Н. П. Комаров отмечает:
В казачьих округах было развито местное самоуправление. В свободное от несения службы время казаки обрабатывали землю (по 30 десятин на 1 душу мужского пола). Они пользовались бесплатным обучением и медицинским обслуживанием.  В мирное время на постоянной службе находилось 17 полков и 6 отдельных сотен Донского казачьего войска, 11 полков и 1 дивизион Кубанского войска, 4 полка и 4 местные команды Терского войска, 6 полков и 1 дивизион и 2 сотни Оренбургского войска, 3 полка и 2 команды Уральского войска, 3 полка Сибирского войска, 1 полк Семиреченского войска, 4 полка Забайкальского войска, 1 полк Амурского войска, 1 дивизион Уссурийского войска, 2 сотни Иркутских и Красноярских казаков. Казачьи полки входили в состав кавалерийских дивизий вместе с регулярными армейскими полками, а также формировали шесть дивизий по четыре полка полностью казачьих. Во время Первой мировой войны численность казачьих войск увеличилась более чем в четыре раза. Всего казачество выставило 160 полков и 176 отдельных сотен. Вместе с казачьими пехотой и артиллерией это составило более 200 тысяч человек.
В августе — сентябре 1917 г. предполагалось свести соединения казачьих войск на фронтах Первой мировой войны в казачьи армии.
Революция 1917 года в России и разразившаяся следом гражданская война сделали казаков участниками острого противостояния Белого движения и большевиков. Часть казаков выступила на стороне Красной армии, а другие вместе с Белой армией воевали против советской власти. Вместе с тем, значительное количество казаков старалось сохранить нейтралитет.
Во время гражданской войны многие казачьи края решили получить широкую автономию: были провозглашены Всевеликое Войско Донское, Кубанская Народная Республика, Оренбургский край.
После гражданской войны некоторое количество эмигрировавших казаков оказалось в Парагвае, получив в своё пользование участки земли, а также материальную помощь, некоторых офицеров позднее даже приняли на военную службу с хорошим жалованьем. Когда Боливия напала на Парагвай и началась Чакская война (1933—1935), парагвайское правительство обратилось к эмигрантам-казакам с просьбой о помощи. Русские офицеры составили костяк высшего командования парагвайской армии (начальником Генерального штаба вооружённых сил Парагвая с 1933 года был генерал И. Т. Беляев), приведя её к победе в Чакской войне. Через несколько лет Парагвай достойно вышел из войны, изгнав агрессоров.

### Казаки при Советской власти
В ходе Гражданской войны казачьи области стали главной опорой Белого движения, а впоследствии крупной частью белой эмиграции. Несмотря на то, что многие казаки также были и на стороне большевиков, во время и после войны казачьи области подверглись масштабным гонениям до середины 1930-х годов. В этот период проводилась политика «расказачивания», сопровождавшаяся ликвидацией сословных привилегий казачества, массовым выселением и уничтожением большого числа казаков.
В среде белой эмиграции казачьи сообщества сформировались в ряде стран Европы, США, Канады, Австралии, Южной Америки.
После окончания Гражданской войны в СССР на казачество были наложены ограничения по прохождению воинской службы в РККА. И только 20 апреля 1936 года постановлением ЦИК СССР они были отменены.

ПОСТАНОВЛЕНИЕ ЦЕНТРАЛЬНОГО ИСПОЛНИТЕЛЬНОГО КОМИТЕТА СССР
О снятии с казачества ограничений по службе в РККА
Учитывая преданность казачества советской власти, а также стремление широких масс советского казачества, наравне со всеми трудящимися Советского Союза, активным образом включиться в дело обороны страны, — Центральный Исполнительный Комитет Союза ССР постановляет:
Отменить для казачества все ранее существовавшие ограничения в отношении их службы в рядах Рабоче-Крестьянской Красной армии, кроме лишённых прав по суду.
Председатель Центрального Исполнительного Комитета Союза ССР М. Калинин
И. о. Секретаря Центрального Исполнительного Комитета Союза ССР И. Уншлихт

На основании этого постановления 21 апреля 1936 года приказом Народного Комиссара Обороны в РККА создаются казачьи кавалерийские части.

Приказ народного комиссара обороны СССР
№ 061 21 апреля 1936 г. г. Москва
О переименовании 10, 12, 4 и 6 кавалерийских дивизий в казачьи, о формировании 13 Донской казачьей дивизии и отдельной кавалерийской бригады горских национальностей и об установлении для казачьих дивизий особой формы одежды
В ы п и с к а:
1. 10 территориальную кавалерийскую Северо-Кавказскую дивизию, дислоцированную на Тереке—Ставрополье (Моздок, Пятигорск, Невинномысская), переименовать в 10 Терско-Ставрополь-скую территориальную казачью дивизию.
Исключить из состава частей 10 Терско-Ставропольской казачьей дивизии все эскадроны горских национальностей и сформировать из них отдельный кавалерийский полк горских национальностей с дислоцированием штаба полка в г. Нальчике.
2. 12 территориальную кавалерийскую дивизию, дислоцированную на Кубани (Армавир, Майкоп, Тихорецкая, Ленинградская) переименовать в 12 Кубанскую территориальную казачью дивизию.
3. Сформировать на Дону (Новочеркасск, Каменск, Миллерово, Мор’озовская) новую 13 Донскую территориальную казачью дивизию.
5. Переименовать 4 и 6 кавалерийские дивизии (БВО) в казачьи, присвоив 4 кавалерийской Ленинградской Краснознамённой дивизии имени т. Ворошилова наименование: «4 Донская казачья Краснознамённая дивизия имени т. Ворошилова» и 6 кавалерийской Чонгарской дивизии имени т. Будённого наименование: «6 Кубанско-Терская казачья Краснознамённая Чонгарская дивизия имени т. Будённого».
8. Новый отдельный кавалерийский полк горских национальностей в Нальчике и существующий отдельный полк горских национальностей в г. Орджоникидзе — Махачкала — объединить в отдельную кавалерийскую бригаду горских национальностей со штабом бригады в г. Орджоникидзе.
Народный Комиссар Обороны СССР
Маршал Советского Союза К. Ворошилов

Позднее, приказом НКО № 19 от 13.02.37 года в казачьи были переименованы и все части указанных дивизий. Тем же приказом в казачье было переименовано и управление 4-го кавалерийского корпуса, которое объединяло три казачьи дивизии — 10, 12 и 13-ю (4-й казачий корпус им. т. Будённого). 6-й кавкорпус стал 6-м казачьим корпусом им. т. Сталина.
Казачьи дивизии имели следующий состав:
4 Донская казачья ордена Ленина Краснознамённая ордена Красной Звезды дивизия имени т. Ворошилова
- 19 кавалерийский Манычский Краснознамённый полк, с 13.02.37 — 19 Донской казачий Манычский Краснознамённый полк
- 20 кавалерийский Сальский Краснознамённый полк, с 13.02.37 — 20 Донской казачий Сальский Краснознамённый полк
- 21 кавалерийский Доно-Ставропольский полк, с 13.02.37 — 21 Донской казачий Доно-Ставропольский полк
- 23 кавалерийский Сталинградский полк, с 13.02.37 — 23 Донской казачий Сталинградский полк
- 4 механизированный полк, с 13.02.37 — 4 Донской казачий механизированный полк
- 4 конно-артиллерийский полк, с 13.02.37 — 4 Донской казачий конно-артиллерийский полк
- 4 отдельный эскадрон связи, с 13.02.37 — 4 Донской казачий отдельный эскадрон связи
- 4 отдельный сапёрный эскадрон, с 13.02.37 — 4 Донской казачий отдельный сапёрный эскадрон

6 Кубанско-Терская казачья Чонгарская ордена Ленина Краснознамённая ордена Красной Звезды дивизия имени т. Будённого
- 31 кавалерийский Белореченский полк, с 13.02.37 — 31 Кубанский казачий Белореченский полк
- 32 кавалерийский Белоглинский полк, с 13.02.37 — 32 Кубанский казачий Белоглинский полк
- 33 кавалерийский Северо-Донской полк, с 13.02.37 — 33 Кубанский казачий Северо-Донской полк
- 34 кавалерийский Ростовский полк, с 13.02.37 — 34 Кубанский казачий Ростовский полк
- 6 механизированный полк, с 13.02.37 — 6 Кубанский казачий механизированный полк
- 6 конно-артиллерийский полк, с 13.02.37 — 6 Кубанский казачий конно-артиллерийский полк
- 6 отдельный эскадрон связи, с 13.02.37 — 6 Кубанский казачий отдельный эскадрон связи
- 6 отдельный сапёрный эскадрон, с 13.02.37 — 6 Кубанский казачий отдельный сапёрный эскадрон

10 Терско-Ставропольская казачья дивизия
- 68 кавалерийский Краснокумский полк, с 13.02.37 — 68 Ставропольский казачий Краснокумский полк, с 5.06.37 — 68 Ставропольский казачий полк
- 77 кавалерийский Бузулукский полк, с 13.02.37 — 77 Терский казачий Бузулукский полк
- 78 кавалерийский полк, с 13.02.37 — 78 Терский казачий Невинномысский кавалерийский полк
- 89 кавалерийский Пятигорский полк имени В. В. Куйбышева, с 13.02.37 — 89 Терский казачий Пятигорский полк имени В. В. Куйбышева
- 10 конно-артиллерийский полк, с 13.02.37 — 10 Терский казачий конно-артиллерийский полк
- 10 механизированный полк, с 13.02.37 — 10 Терский казачий механизированный полк
- 10 отдельный сапёрный эскадрон, с 13.02.37 — 10 Терский казачий отдельный сапёрный эскадрон
- 10 отдельный эскадрон связи, с 13.02.37 — 10 Терский казачий отдельный эскадрон связи

12 Кубанская казачья дивизия
- 54 кавалерийский полк, с 13.02.37 — 54 Кубанский казачий полк
- 67 кавалерийский Кавказский полк, с 13.02.37 — 67 Кубанский казачий Кавказский полк
- 69 кавалерийский Уманский Краснознамённый полк, с 13.02.37 — 69 Кубанский казачий Уманский Краснознамённый полк
- 88 кавалерийский Армавирский полк, с 13.02.37 — 88 Кубанский казачий Армавирский полк
- 12 механизированный полк
- 12 конно-артиллерийский полк
- 12 отдельный сапёрный эскадрон
- 12 отдельный эскадрон связи

13 Донская казачья дивизия
- 76 Донской казачий Краснознамённый полк им. т. Будённого
- 123 Донской казачий полк
- 124 Донской казачий полк
- 125 Донской казачий полк
- 13 Донской казачий механизированный полк
- 13 Донской казачий конно-артиллерийский полк
- 13 Донской казачий отдельный эскадрон связи
- 13 Донской казачий отдельный сапёрный эскадрон

Для казачьих частей приказом Наркома обороны СССР № 67 от 23.04.1936 года была введена особая форма одежды, во многом совпадавшая с исторической, но без погон.
Повседневная форма для донских казаков состоит из папахи, фуражки, или пилотки, шинели, серого башлыка, бешмета цвета хаки, тёмно-синих шаровар с красными лампасами, общеармейских сапог и общекавалерийского снаряжения.
Повседневная форма для терских и кубанских казаков состоит из кубанки, фуражки или пилотки, шинели, цветного башлыка, бешмета цвета хаки, синих общеармейских шаровар с кантами — светло-синими у терцев и красными у кубанцев. Сапоги общеармейские, снаряжение общекавалерийское.
Парадная форма донских казаков состоит из папахи или фуражки, шинели, серого башлыка, казакина, шаровар с лампасами; сапоги общеармейские, снаряжение общекавалерийское, шашка.
Парадная форма терских и кубанских казаков состоит из кубанки, цветного бешмета (кубанцы — красный, терцы — светло-синий), черкески (кубанцы — тёмно-синяя, терцы — серо-стальная), бурки, кавказских сапог, кавказского снаряжения, цветного башлыка (кубанцы — красный, терцы — светло-синий) и кавказской шашки.
Фуражка у донцов имеет околыш красный, тулью и донышко тёмно-синие, канты по верху околыша и тульи красные.
Фуражка для терских и кубанских казаков имеет околыш синий, тулью и донышко цвета хаки, канты чёрные.
Папаха для донцов чёрная, донышко красное, поверх крестообразно нашивается в два ряда чёрный сутаж, а для командного состава жёлтый золотой сутаж или галун.

### Казаки в Великой Отечественной войне
В ходе подготовки к войне Постановлением ЦИК СССР от 20 апреля 1936 года были сняты существовавшие ранее ограничения на службу казачества в рядах Рабоче-крестьянской Красной армии (РККА). Данное решение получило большую поддержку в казачьих кругах, в частности, донским казачеством Советскому правительству было отправлено следующее письмо, опубликованное в газете «Красная звезда» от 24 апреля 1936 года:
Пусть только кликнут клич наши Маршалы Ворошилов и Будённый, соколами слетимся мы на защиту нашей Родины… Кони казачьи в добром теле, клинки остры, донские колхозные казаки готовы грудью драться за Советскую Родину…
В соответствии с приказом народного комиссара обороны К. Е. Ворошилова № 67 от 23 апреля 1936 года некоторые кавалерийские дивизии получили статус казачьих (см. Казачьи части РККА). 15 мая 1936 года 10-я территориальная кавалерийская Северокавказская дивизия была переименована в 10-ю Терско-Ставропольскую территориальную казачью дивизию, 12-я территориальная кавдивизия, размещённая на Кубани, была переименована в 12-ю Кубанскую территориальную казачью дивизию, 4-я кавалерийская Ленинградская Краснознамённая дивизия имени товарища Ворошилова была переименована в 4-ю Донскую казачью Краснознамённую дивизию имени К. Е. Ворошилова, 6-я кавалерийская Чонгарская Краснознамённая имени товарища Будённого переименована в 6-ю Кубано-Терскую казачью Краснознамённую дивизию им. С. М. Будённого. На Дону также была сформирована 13-я Донская территориальная казачья дивизия.
Кубанские казаки проходили службу в составе 72-й кавалерийской дивизии, 9-й пластунской стрелковой дивизии, 17-го казачьего кавалерийского корпуса (позже переименован в 4-й гвардейский Кубанский кавалерийский корпус); оренбургские казаки служили в 11-й (89-й), затем 8-й Гвардейской Ровенской ордена Ленина, ордена Суворова казачьей кавалерийской дивизии и ополченческой казачьей дивизии в городе Челябинске.
В состав отрядов иногда включались казаки, ранее служившие в Белой армии (как, например, К. И. Недорубов). Специальным актом было восстановлено ношение ранее запрещённой казачьей формы. Казачьими частями командовали Н. Я. Кириченко, А. Г. Селиванов, И. А. Плиев, С. И. Горшков, М. Ф. Малеев, В. С. Головской, Ф. В. Камков, И. В. Тутаринов, Я. С. Шарабурко, И. П. Калюжный, П. Я. Стрепухов, М. И. Суржиков и другие. Также к таким командирам можно отнести и Маршала Советского Союза К. К. Рокоссовского, командовавшего Кубанской бригадой в боях на КВЖД ещё в 1929 году.
В 1936 году была утверждена парадная военная форма для казачьих частей. Именно в этой форме и шли казаки на Параде Победы на Красной площади 24 июня 1945 года. Первый парад в составе РККА с участием казачьих частей должен был пройти 1 мая 1936 года. Однако, в силу разных причин участие в военном параде казаков было отменено. Лишь 1 мая 1937 года казачьи подразделения в составе РККА прошли военным парадом по Красной площади.
С началом Великой Отечественной войны казачьи части, как регулярные, в составе Красной армии, так и добровольческие, приняли активное участие в боевых действиях против немецких войск.
Первоначально в большинстве случаев вновь сформированные казацкие части, добровольческие казацкие сотни были плохо вооружены, в отряды, как правило, приходили казаки с холодным оружием и колхозными лошадьми. Артиллерия, танки, противотанковые и зенитные средства, подразделения связи и сапёров в отрядах, как правило, отсутствовали, в связи с чем отряды несли огромные потери. К примеру, как упоминается в листовках кубанских казаков, «они прыгали с сёдел на броню танков, закрывали смотровые щели бурками и шинелями, поджигали машины бутылками с зажигательной смесью». Также большое количество казаков вливалось добровольцами в национальные части Северного Кавказа. Такие части создавались осенью 1941 года по примеру опыта Первой мировой войны. Эти кавалерийские части в народе также назывались «дикими дивизиями».
Например, осенью 1941 года в городе Грозном формировался 255-й отдельный Чечено-Ингушский кавалерийский полк. В его составе было несколько сотен казаков-добровольцев, выходцев из станиц Сунженской и Терской. Полк воевал под Сталинградом в августе 1942 года, где за два дня, 4-5 августа, у станции (разъезда) Чилеково (от Котельниково к Сталинграду) потерял в боях против частей 4-й танковой армии вермахта 302 бойца во главе с комиссаром полка, ст. политруком М. Д. Имадаевым. Русских казаков среди погибших и пропавших без вести этого полка в эти два дня было 57 человек. Также казаки-добровольцы воевали во всех национальных кавалерийских подразделениях от остальных республик Северного Кавказа.
2 августа 1942 года на Дону близ станицы Кущёвской 17-й кавалерийский корпус генерала Н. Я. Кириченко в составе 12-й и 13-й Кубанских, 15-й и 116-й Донской казачьих дивизий остановил наступление крупных сил вермахта, продвигающихся от Ростова на Краснодар. В Кущёвской атаке казаками были уничтожены до 1800 немецких солдат и офицеров, взяты в плен 300 человек, захвачены 18 орудий и 25 миномётов. Там же 2 августа 1942 казачья сотня из станицы Берёзовской под командованием 52-летнего казака, гвардии лейтенанта К. И. Недорубова, в рукопашной схватке уничтожила свыше 200 солдат вермахта, сам К. И. Недорубов получил звание Героя Советского Союза.
С 1943 года происходило объединение казачьих кавалерийских дивизий и танковых частей, в связи с чем образовывались конно-механизированные группы. Лошади использовались в большей степени для организации быстрого перемещения, в бою казаки были задействованы в качестве пехоты. Из кубанских и терских казаков так же были сформированы пластунские дивизии. Из числа казачества 262 кавалериста получили звание Героя Советского Союза, 7 кавкорпусов и 17 кавдивизий получили гвардейские звания. Кроме казачьих частей, воссозданных при Сталине, было множество казаков среди известных людей во время Великой Отечественной войны, которые воевали не в сугубо казачьих кавалерийских или пластунских частях, а во всей советской армии или отличились в военном производстве.
Среди них:
- танковый ас № 1, Герой Советского Союза Д. Ф. Лавриненко — кубанский казак, уроженец станицы Бесстрашной;
- генерал-лейтенант инженерных войск, Герой Советского Союза Д. М. Карбышев потомственный уральский казак-кряшен, уроженец Омска;
- командующий Северным флотом адмирал А. А. Головко — терский казак, уроженец станицы Прохладной;
- конструктор-оружейник Ф. В. Токарев — донской казак, уроженец станицы Егорлыкской Области Войска Донского;
- командующий Брянским и 2-м Прибалтийским фронтами, генерал армии, Герой Советского Союза М. М. Попов — донской казак, уроженец станицы Усть-Медведицкой Области Войска Донского.

### Казачий коллаборационизм

Кубанские казаки на стороне Германии

В ходе Второй мировой войны казаки воевали как на стороне СССР, так и на стороне нацистской Германии и в составе императорской армии Японии (Бригада Асано и другие).
В первый же день начала Германией военных действий против СССР находившийся в эмиграции казачий атаман Всевеликого войска Донского Пётр Николаевич Краснов обратился к казакам с воззванием:

Я прошу передать всем казакам, что эта война не против России, но против коммунистов, жидов и их приспешников, торгующих Русской кровью. Да поможет Господь немецкому оружию и Гитлеру! Пусть совершат они то, что сделали для Пруссии русские и император Александр I в 1813 году.
Гитлер и его ближайшее окружение придерживались теории о том, что казаки являлись потомками готов, а значит, принадлежали к арийской расе. В октябре 1942 года в оккупированном германскими войсками Новочеркасске с разрешения немецких властей прошёл казачий сход, на котором был избран штаб Войска Донского. Началась организация казачьих формирований в составе Вермахта и войск СС, как на оккупированных территориях, так и в эмигрантской среде. 10 ноября 1943 года был сформирован Казачий стан — военная организация, объединявшая казаков в составе германских вооружённых сил. Чуть позднее, 31 марта 1944 года было создано Главное управление казачьих войск Имперского министерства оккупированных восточных территорий (ГУКВ) — подразделение в составе восточного министерства нацистской Германии, которое выполняло функции верховного органа управления казачьими боевыми частями и массами беженцев, оно также носило неофициальные названия: «Временное казачье правительство заграницей», «Временное Казачье правительство на чужбине», «Временное казачье правительство в Германии». После создания ГУКВ всё руководство казаками на территории Германии и подконтрольных ей территориях было сосредоточено в руках популярного в казачьих кругах атамана П. Н. Краснова, а не десятков атаманов с разными политическими взглядами как было до его создания.
Третий рейх сумел привлечь на свою сторону довольно большое число казаков. Идея реванша за проигранную гражданскую войну, обретения казачьей государственности и создания независимого государства «Казакии» с помощью нацистской Германии именно в годы Великой Отечественной войны обрели новое дыхание и превратили казачьи части Вермахта в орудие борьбы против советской власти. По различным оценкам, к концу войны на территории Германии и подконтрольных ей стран оказалась от 70 до 110 тысяч казаков, включая женщин, стариков и детей. Значительное число из них были беженцами из Советского Союза, отступавшими с казачьих земель вместе с германской армией зимой 1943 года. Эти казачьи части сыграли значительную роль в истории советского коллаборационизма в годы Второй мировой войны. Казачьи подразделения несли охранную службу в различных районах на территории СССР, воевали с регулярными частями советской армии в битве за Северный Кавказ, боролись с югославскими и итальянскими партизанами, вместе с частями СС подавляли Варшавское восстание В том числе, 1 июля 1943 была сформирована 1-я казачья дивизия, командиром которой был назначен генерал-майор Гельмут фон Паннвиц. Приказом от 25 февраля 1945 года дивизия была преобразована в 15-й казачий кавалерийский корпус СС.
В апреле 1945 года путём реорганизации казачьей коллаборационистской организации Казачий Стан было сформировано ещё одно войсковое подразделение — Отдельный казачий корпус, который вошёл в состав вооружённых сил Комитета освобождения народов России.
После окончания боёв в Европе с территории Австрии, занятой британскими оккупационными войсками, советским органам НКВД была осуществлена выдача казаков, в том числе и тех, кто никогда не был гражданином СССР, членов Казачьего Стана, 15-го кавалерийского казачьего корпуса СС и других формирований, а также членов их семей.
После передачи советскому правительству казачьи генералы были признаны советским судом военными преступниками и казнены, остальные вместе с семьями были приговорены к различным срокам заключения. В 1955 году, по указу Президиума Верховного совета от 17 сентября «Об амнистии советских граждан, сотрудничавших с оккупационными властями в период Великой Отечественной войны» некоторые казаки были амнистированы.

### Казачество после распада СССР
После распада Советского Союза началось систематическое возрождение казачества, многие казаки принимали участие в различных постсоветских конфликтах. Существует множество казачьих обществ на территориях современных России, Беларуси, Казахстана, Киргизии, Украины и других стран.

## Образование казачьих войск
Достоверные данные по формированию территорий казачьего проживания относятся лишь к концу XV века. Более конкретно о них можно говорить только к середине XVI века. Это территории Запорожских (Днепровских), Донских, Волжских, Гребенских, Терских, Оренбургских и Яицких казаков. Со второй половины XVI века российские власти использовали казаков для участия во внешних акциях и для охраны границ. Имеются сведения о служилых людях из тюрков, именуемых перекопскими или азовскими казаками, которые в XVI веке были на крымско-турецкой службе. У днепровских, донских, терских и яицких казаков формирование войска как относительно самостоятельного военно-политического образования, связанного договорными отношениями с Московско-Русским или (в случае с Днепровским войском) Польско-Литовским государством, завершилось в XVII веке. К концу XVII века одним из основных источников существования казаков стало царское жалованье. Указом Петра I от 2 февраля 1713 года в Киевской губернии организуются пять ландмилицких полков. Это стало началом создания ландмилицких формирований на других пограничных территориях России. В 1741 году в России по образцу австрийских формирований создаются гусарские полки для охраны юго-западной границы и участия во всех серьёзных военных действиях. 24 декабря 1751 года начинается формирование пандурских частей, призванных усилить уже существующие полевые гусарские полки. Пандурские полки фигурировали в списках русской армии с 24 декабря 1751 года по 22 марта 1764 года. С XVIII века российские власти привлекают казаков для хозяйственного освоения присоединённых земель в Сибири, Казахстане, на Кавказе и на Дальнем Востоке. С помощью формирования «вторичных» казачьих войск, начало которым положило создание Волжского войска в 1733 году, инициируется процесс значительного расширения казачьей территории.
Комплектование новых войск в XVIII—XIX веках происходило благодаря переводу в них служилых казаков из Донского, Терского, Яицкого и разбитого Запорожского войск. Помимо этого использовалось поверстание в казачье сословие (в казаки) отставных солдат с семьями и отдельных категорий неимущего сельского населения. Кроме того, казачьи войска пополняли за счёт приписки к ним «местного инородческого» населения — калмыков, ногайцев, татар, армян, башкир, туркмен, бурятов, эвенков, якутов и др. Значительная часть вновь созданных казачьих войск позднее расформировывалась (например, Азовское, Волжское), а казаков переводили в состав других войск. Статус потомственных казаков из войск, лишившихся к концу XVIII века своей роли, отличался от мещан и крестьян. То были полтавские, чугуевские, бахмутские, бугские, екатеринославские, дунайские, буджакские (новороссийские), украинские, азовские, башкирско-мещерские, крымско-татарские, греческо-албанские и другие казаки. В зависимости от военной необходимости Российское государство в разное время организовывало полки, которые не входили в состав регулярной армии: например, Слободские-Черкасские и Малороссийский казачьи полки, Ямской казачий полк, Московский казачий полк. Таким образом, формирование казачества как особого военно-служилого сословия в России, начатое в XVII веке, ко второй половине XIX века было в основном завершено.
Отдавая в «вечное пользование» занимаемые казачьими войсками земли, избавляя от повинностей и податей, обеспечивая право беспошлинной торговли и царское жалованье, российские власти обязывали казаков нести военную службу, охранять границы. Помимо этого их использовали для выполнения полицейских и некоторых других (почтовых, фискальных) функций.

## Временные казачьи и приравненные к ним части
Даточные казаки Комарицкой волости (осадная служба в Севске в период Смоленской войны 1632-34 годов). Набирались из дворцовых крестьян. Первоначально было набрано 600 человек сменной службы с каждой жилой выти (примерно с каждого десятого двора). Даточные казаки были подспорьем служилой части гарнизона Севска. Каждый даточный казак обязан был иметь при себе пищаль, рогатину, топор, два фунта зелья и фунт свинца. Дальнейшая судьба служилого сообщества даточных казаков — возвращение в первичное состояние дворцовых крестьян по завершении Смоленской войны.
Казаки Северской походной рати. Так же в период Смоленской войны, И. Еропкин и Б. Болтин, следуя указам от государя, бросили клич о приборе в казачью службу для похода во всех Северских городах (Рыльске, Путивле и Комарицкой волости) всякого рода охочих людей (добровольцев), предполагаемой численностью в 500 человек.
Охочие люди Комарицкой волости. Следуя предписаниям царёвой грамоты, во время всё той же Смоленской войны воевода Севска Фёдор Тимофеевич Пушкин велел в четырёх станах Комарицкой волости «биричем кликать не по один день», чтобы все желающие «охочие крестьянишки» шли в полк к стольнику Фёдору Матвеевичу Бутурлину и Григорию Андреевичу Алабьеву, «чтобы … государю служить, в литовскою землю ходить воевать». Сбор полка Ф. Бутурлина и Г. Алябьева происходил в Путивле. Содержание воззвания к охочим людям волости звучало так: «если в Комарицкой волости всякие неписьменные охочие гулящие люди похотят служить и со всеми прочими в полку быть на службе…» Охочие люди самоорганизовывались по казачьему образцу. В челобитной 1633 года они именуют себя «Комарицкой волости казаки», среди которых выделяются сотник Гришка Дядин и есаул Найденка Харламов.
Казачьи полки майоров Лалаша, Левиза, Фризе и Шенка, сформированные в 1764—74 годах, во время турецких войн из малороссийских и южно-славянских выходцев. Входили в состав действующей армии.
Волонтёрские команды, сформированные в 1787 году по случаю турецкой войны из южно-славянских, албанских, молдавских и греческих выходцев.
Смилянский и Сколянский казачьи полки сформированы в 1788 году из таких же выходцев, как и волонтёрские команды.
«Бугские спиры» — волонтёрские когорты, сформированные в 1788 году при армии Потёмкина из арнаутов и волохов.
Корпус малороссийских пеших стрелков сформирован в мае 1790 года из малороссийских мещан и поселян в составе двадцати пяти сотен для усиления армии Г. А. Потёмкина во время русско-турецкой войны 1787—1791 годов. Расформирован в 1792 году. Вновь сформирован в апреле 1794 года, расформирован в ноябре 1796 года.
Малороссийские конные казачьи полки, формировавшиеся для усиления регулярной армии из жителей Черниговской и Полтавской губерний в разные годы:
- 15 малороссийских конных казачьих полков сформированы в 1812 году для отражения Наполеоновского нашествия;
- 8 кавалерийских полков сформированы в 1831 году для подавления Польского восстания;
- 6 малороссийских конных казачьих полков сформированы в 1855 году во время Крымской войны;
- 3 малороссийских конных казачьих полка сформированы в 1863 году для подавления нового Польского восстания.

Части, сформированные на Кавказе в 1853—56 годах по случаю Восточной (Крымской) войны:
- Эриванско-Бекская дружина,
- полки: четыре конно-мусульманских, Эриванский № 4, два куртинских
- милиции: Ахалкалакская, Ахалцыхская, Горско-кавказская, Грузинская, Гурийская, Имеретинская, Карталинская, Мингрельская, Осетинская, Лорис-Меликова.

Части, сформированные на Кавказе в 1877—78 годах по случаю войны с Турцией:
- из горских племён — 6 конных полков, 8 отдельных конных сотен, 3 конных и 3 пеших дружины
- из туземного населения Закавказья — 8 конных полков, 7 конных дивизионов, 2 конных дружины и 12 отдельных конных сотен.

Китайский туземный отряд, сформированный в 1905 году в Маньчжурии из местного населения во время войны с Японией для разведывательной службы.
Все эти временные части по миновании в них надобности были расформированы.

## Управление
Казачьи поселения обычно назывались станицами. В Сибири укреплённые станицы назывались острогами. Станицы дунайских казаков насчитывали до 1 тыс. казаков. У запорожцев первичной единицей войска был курень (несколько сотен).
Во главе станицы (куреня) был станичный (куренной) атаман, избираемый всеми казаками на местном казачьем круге (сходе, раде, совете). На круге также избирались и другие местные должностные лица (писари-дьяки, есаулы, хорунжие, сотники, урядники), которые назывались старши́ной (старши́нами).
Несколько куреней (станиц) объединялось в полки (паланки, юрты, станичные округа) во главе с полковниками.
Поскольку казачий полк состоял из нескольких сотен (аналог эскадрона), то главой станицы (или целого округа) мог быть сотник или есаул (это звание означало подчинённое положение по отношению к более высокому казачьему чину).
Каждый полк имел полковое знамя. Полки обыкновенно имели порядковые номера и назывались по имени войска. Несколько полков образовывали войско. Например, Оренбургское войско состояло из 54 станиц, объединённых в 18 полков (3 станицы ~ 1 полк).
Станичные (куренные) атаманы ежегодно (обычно во время войскового праздника) собирались на войсковой казачий круг (у запорожцев на генеральную, старшинскую или сечевую раду), которые избирали войсковую управу (войсковую старши́ну, у запорожцев также генеральную старшину, кош или у́ряд) в составе войскового (кошевого) атамана, судьи, писаря, бунчужного.
После покорения казаков Россией (особенно после подавления ряда казацких восстаний) лица, ранее выдвигаемые на руководящие посты народной волей, стали заменяться на лиц, назначаемых российской властью. Так, избираемые войсковые и кошевые атаманы стали заменяться на наказных атаманов (то есть назначенных). Место остальной казачьей старшины стали занимать командиры и чиновники, утверждаемые в должностях указами правительства.
Нередко казачьи объединения (войска) назывались в честь рек: Амур, Волга, Дон, Дунай, Енисей, Исеть, Кубань, Терек, Уссури, Яик. Реже в честь морей (Азовское, Чёрное), географических регионов (Забайкалье, Сибирь, Семиречье) или городов (Астрахань, Екатеринослав, Оренбург).

## Казачий быт и семейный уклад
Поселение у донских казаков обыкновенно называется станицей, а у малороссийских — слободой. У волгских казаков поселения назывались сёлами. Отдельно стоящая усадьба зажиточных казаков именовалась хутором. Дом (курень, хата) обмазывался глиной и крылся соломой. Внутри дома имелся стол, лавки, сундук для одежды, божница. Помимо гостевой комнаты в хатах имелась спальня с кроватью и кухня с мисками. Кроме жилого дома в обнесённом плетнём дворе располагался амбар и сарай. 
К основным занятиям казаков относятся коневодство, овцеводство. Уральские казаки занимались также верблюдоводством. Донские, астраханские, уральские, сибирские казаки занимались промыслом проходной рыбы. Оренбургские казаки были известны своим производством сукна и войлока, вязанием пуховых платков. Уральские, оренбургские, сибирские, амурские казаки занимались также извозным промыслом. В XVIII—XIX веках в казачьей среде получает распространение залежное земледелие.
Бытовой уклад казачества наложил отпечаток на его устно-поэтическое творчество, где к числу самых распространённых жанров относится песня. Главное место в песенном жанре занимают историко-героические песни, посвященные реальным событиям, и, конечно, песни, в которых говорится о военном быте. Помимо этого, в казачьей среде широко известны исторические предания и так называемые топонимические рассказы. Казачьи песни делились на походные мажорные (Всколыхнулся, взволновался православный Тихий Дон) и поминальные застольные (Чёрный ворон, Ой, то не вечер, Не для меня придёт весна). Из казачьих танцев получил известность «Гопак». Известен также казачий танец казачок.
Во время войсковых праздников казачья молодёжь устраивала состязания Шермиции. Во время общих собраний устраивались молебны под предводительством полкового священника. Также местом общего сбора казаков из разных станиц могла быть ярмарка. Основным занятием были рыболовство, добыча соли и т. д. 
Ряд фактов свидетельствует о том, что на первых этапах, например, в Запорожской Сечи и у донцов, семейная жизнь отвергалась в корне. Прирост населения осуществлялся за счёт приёма в казаки. Позднее донские казаки начали брать в плен женщин, совершая набеги на соседей. Однако рождённых детей умерщвляли, зашивая в мешки и кидая в воду, «как щенят». Потом эта традиция смягчилась: мальчикам оставляли жизнь, и топили только девочек. Но даже когда (значительно позже) у донцов сложилась семейная жизнь и бытовой уклад, казак был абсолютным хозяином и имел право продать неугодную женщину. В других казацких общинах поступали также. В то же время даже на первых порах существования были и семейные казаки. Так, Щербина Ф. А. отмечает, «что в самом Запорожье по так называемым паланкам жили семейные казаки, а многие со стороны приезжали в Сечь с детьми — „молодиками“ и „хлопцами“ и, стало быть, имели семьи на стороне».
Считается, что благодаря такой общей генетической преемственности казакам удалось сохранить свои традиции вплоть до начала XX века. Тогда, как считает Н. Н. Чебоксаров, сформировалась современная этническая картина, в которой уцелели многие черты казачьей патриархальности. Общинная форма землевладения, промысловой и военной деятельности оказала большое влияние на бытовую и духовную культуру казаков. Традиции коллективного труда и взаимовыручки выражались в объединении рабочего скота и инвентаря на время срочных сельскохозяйственных работ и в иных ситуациях. Ещё в начале XX века для казаков обычно совместное существование 3—4 поколений в одной большой семье, насчитывавшей 25—30 человек. Глава семьи (дед, отец, старший брат) был её полновластным хозяином, распределяя и контролируя работу каждого в семье, ведя семейный бюджет.
Что касается казачьих жилищ, то до XVI века сведений о них у науки нет. Наиболее древние сооружения — землянки, полуземлянки и шалаши — подходили как для походной жизни казаков, так и для мягкого климата. Сами поселения защищались глубоким рвом и земляным валом. К XIX веку тип жилища начал соединять в себе традиционные черты с формами, заимствованными у соседей (как русских, так и иных народов). В XX веку тип казачьего жилища претерпевает очередные изменения, вызванные изменениями в экономике страны, воздействием городского образа жизни и приказами войскового руководства.
Казачью одежду характеризует самобытность и серьёзные отличия от общерусских традиций. Традиционной мужской одеждой были рубаха и широкие шаровары. Рубаха обычно заправлялась в штаны, а не подпоясывалась. Головной убор был в виде колпака. Казаки носили мягкую обувь (ичиги, сапоги). В целом их наряд во многом напоминал одежду «чёрных клобуков». На верхнюю одежду казаков заметно повлияли традиции других народов. Так, бурка, башлык, черкеска, бешмет, характерные для терских, кубанских и донских казаков, практически без изменений взяты у народов Кавказа. Уральские казаки носили алат, чекмень и малахай, которые своим покроем повторяют аналогичные татарские, башкирские или ногайские. В XIX веке в повседневную одежду казаков вошли китель, гимнастёрка, папаха и другие детали военной формы. Женская одежда также заметно отличалась от общерусской. Вместо туникообразной рубахи, характерной для русского женского наряда, бытовали юбка с кофтой, иной характер вышивки и фасон головных уборов.
Обязательной характеристикой материальной культуры казаков стало оружие, которое выделяется своим своеобразием. Своеобразие состоит в том, что пики, сабли, шашки, кинжалы казаков присущи не только им, но и их врагам-соседям. Считается, что казаки переняли эти образцы у горцев. Например, у кубанцев и терцев в ходу была шашка так называемого кавказского образца (по сравнению с другими она была короче и изогнутей). Кинжалы тоже пришли к казакам от горцев. Отличало казачьи шашки и «нехватка» медной дужки — гарды, закрывавшей кисть руки.
В еде казаков, где преобладают русские традиции, прослеживается связь с украинской, кавказской, поволжской, среднеазиатской и сибирской кухней. К числу таких заимствований относятся: замораживание рыбы, мяса, пельменей, молока, сушка творога, овощей, фруктов и ягод, использование пряностей и др. В молочной кухне обращают на себя внимание топлёные сливки каймак, сыры — мягкий сюзбе, сушёный курт. Для рыбных блюд характерны уха, жарина, тельное, заливное, фаршированная рыба, котлеты из икры, сушёная, копчёная, вяленая рыба — балык. В качестве первых блюд у кубанских, терских, донских казаков обычен борщ, а у уральских — щи. Помимо этого, донские, уральские, оренбургские, сибирские, забайкальские казаки готовят окрошку и тёртую редьку с квасом. Кухню кубанских и терских казаков отличают блюда из баклажанов, томатов и перца. Из напитков у казаков обычны: квас, компот (узвар), разведённое кислое молоко (арян) Все казаки (за исключением старообрядцев), начиная со второй половины XIX века, употребляют в качестве напитка чай; причём забайкальские казаки пьют чай «с забелой», в состав которой входят молоко, масло, яйца, пшеничная мука и конопляное семя. Помимо этого пьют медовое сыто, бузу из корня солодки, молодое виноградное вино (брагу, чихирь, кислушку), самогон (горилку).

## Казаки и религия
Проблемы взаимодействия Русской Православной Церкви и российского казачества нашли слабое освещение в научной литературе. Иноверцы (представители других вер, религий) в российском казачестве были немногочисленны. Однако инородцы (так в Российской империи называли нерусское население) составляли существенную долю: калмыки, буряты, якуты, нагайбаки, осетины и другие народы. В современной России это соотношение сохраняется в силу разнородного этнического состава казачества. В начале XVII века из тюркоязычных мусульман формируется казачья группа донских, «базовых» (своих) татар. Позднее, к середине XVIII века статус казаков официально оформлен для «базовых» донских калмыков, религией которых был ламаизм. Несмотря на непрерывное взаимодействие с казаками, эти группы сохраняли свою самобытность до начала XX века. В то же время некоторые из них неизбежно становились христианами и входили в основную группу казачества. Постепенно это привело к появлению среди донских казаков метисной прослойки, именуемой в документах XVII—XVIII веков такими словами, как «тума» и «болдырь».
Материальные и летописные памятники, способные поведать о роли и месте, которые отводились православию в жизни первых казаков, немногочисленны. Надёжные свидетельства существования православных храмов в донских казачьих городках и станицах датируются XVI веком. Храм во имя Пресвятой Богородицы в Раздорах Донецких относится к самому древнему из них. В документах московского посольского приказа 1614 года говорится о существовании часовен в Черкасском и монастырском городках. Примерно к середине XVII века часовни были во всех низовых городках. Священников на Дон присылали из Москвы. Для служения в Монастырский же городок, в котором в середине XVII века была ставка донского атамана, иеромонахов приглашали из Киевской митрополии.
XVII век, отмеченный церковным расколом, пополнил казачьи общины на Дону, Южном Урале и Тереке сторонниками старого обряда, поскольку в основной своей массе казаки были приверженцами староверия. Позднее это привело к участию данной части казачества в восстаниях Степана Разина, Кондратия Булавина, Емельяна Пугачёва. Попытки правительства найти компромисс между властью и сторонниками староверия начались в середине XVIII века. Итогом этих усилий стало официальное учреждение в 1800 году единоверия, которое произошло при Павле I. Однако единоверие распространялось с большими сложностями. Например, Уральское (Яицкое) казачье войско фактически полностью «состояло в расколе» вплоть до середины XIX века. Такая же картина наблюдалась в Донском и Терском казачьих войсках.
Наиболее продолжительным и продуктивным считается имперский период (XVIII век — 1917 год) взаимодействия Русской Православной Церкви и российского казачества. Массовое возведение храмов на Дону, Кубани и Тереке способствует массовому воцерковлению казаков. Руководитель учебно-методического сектора Синодального комитета РПЦ по взаимодействию с казачеством Ирина Котина отмечает:
У каждого казачьего войска традиционно был свой Святой-покровитель, его день отмечают как главный войсковой праздник. У донских казаков – Святой пророк Осия; у оренбургских казаков – Святой великомученик Георгий Победоносец; у терских казаков – Святой Варфоломей; у сибирских и семиреченских казаков – Святой Николай Чудотворец; у уральских (яицких) казаков – Святой Михаил Архангел; у забайкальских, амурских и уссурийских казаков – Преподобный Алексей, человек Божий; у кубанских казаков – Святой Великий князь Александр Невский; у астраханских войсковой праздник приходится на день иконы Донской Божьей матери. Общеказачьим праздником считается день Покрова Пресвятой Богородицы, который отмечают казаки 14 октября (новый стиль). Все казаки отмечают память Святого апостола Андрея Первозванного 30 ноября (13 декабря по н. с.).
Вместе с Русской Православной Церковью российское казачество к 1917 году стало одной из опор российской государственности.

## Казачество в филателии

Почтовые марки России
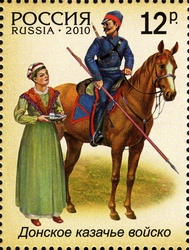
Донское казачье войско (2010)
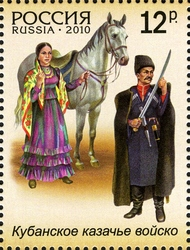
Кубанское казачье войско (2010)
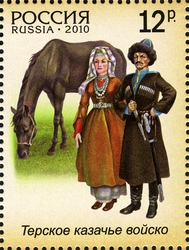
Терское казачье войско (2010)
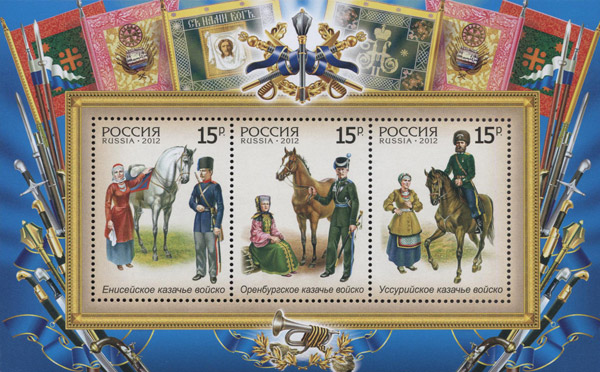
Почтовый блок Енисейское, Оренбургское и Уссурийское казачье войско (2012)

Почтовые марки Украины
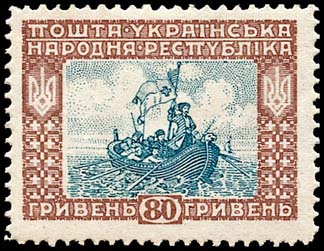
Казаки на Чёрном море (1920)
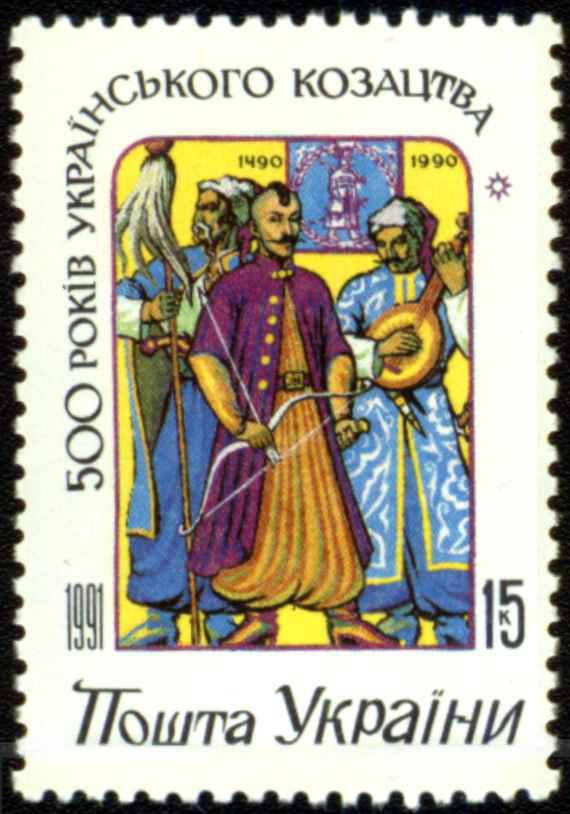
500-летие украинского казачества (1991)  (Mi #71)
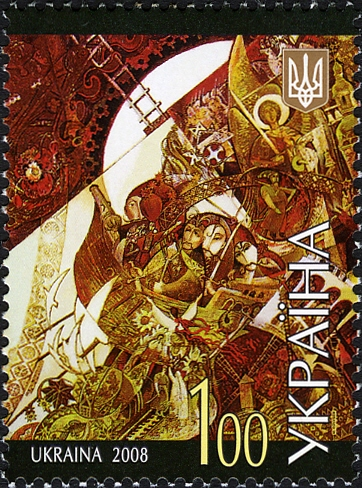
Казачьи песни (2008)
 (Mi #947)

## В художественной литературе
Проза
- Гоголь Н. В. «Тарас Бульба».
- Егоров И. Я. «Буйные травы».
- Калинин А. В. «На юге».
- Келин Н. А. Казачья исповедь. — М.: Воениздат, 1996.
- Краснов П. Н. «От Двуглавого Орла к красному знамени».
- Мирошниченко Г. И. «Азов».
- Никулин М. А. «Полая вода».
- Петров (Бирюк) Д. И. «Кондратий Булавин», «На Хопре», «Сказание о казаках».
- Пушкин А. С. Капитанская дочка
- Седых К. Ф. «Даурия», «Отчий край».
- Толстой Л. Н. «Казаки», «После боя».
- Шолохов М. А. «Тихий Дон», «Поднятая целина», «Донские рассказы».
- Шукшин В. М. «Я пришёл дать вам волю»

Поэзия
- Аксаков С. Т. Уральский казак
- Васильев П. Н. Песня о гибели казачьего войска
- Васильев П. Н. Соляной бунт
- Гребенка Е. П. Казак на чужбине
- Есенин С. А. Пугачев
- Кольцов А. В. Престарелый казак
- Лермонтов М. Ю. Кавказский пленник
- Лермонтов М. Ю. Казачья колыбельная песня
- Никитин И. С. Донцам
- Полежаев А. И. Казак
- Пушкин А. С. Казак
- Пушкин А. С. Полтава
- Рылеев К. Ф. Смерть Ермака
- Софронов А. В. стихотворения «Медвежье ухо», «Седло», «Казачья слава», «Казаки за бугром».
- Туроверов А. В. «Конь боевой с походным вьюком».
- Туроверов Н. Н. «Стихи» (сб.).
- Хлебников В. Когда казак с высокой вышки
- Цветаева М. И. Корнилов («Сын казака, казак…»